# La Clau de la Sarah (llibre)
La clau de la Sarah (títol original en francès, Elle s'appelait Sarah) és una novel·la francesa escrita per Tatiana de Rosnay. Tal com indica l'autora, aquesta obra s'inspira en la Batuda del Velòdrom d'Hivern que va passar a París l'any 1942, però els personatges que hi apareixen són ficticis.
En aquesta obra s'intercalaran dues històries diferents que estan relacionades entre elles. Una explica les vivències d'una nena durant l'època de l'ocupació nazi a França i l'altre narra la investigació i el descobriment d'una periodista al fer un reportatge sobre el sexagèssim aniversari de la Batuda del Velòdrim d'Hivern.

## Resum
El juliol del 1942 a París les autoritats arresten a 13.000 jueus, entre ells la família de la Sarah. La nit de la batuda la policia francesa va picar violentament a la porta cridant que havien de marxar immediatament i que fessin una maleta per tres dies. Només van veure a la Sarah i a la seva mare, el pare estava amagat i el van intentar buscar mentre la seva dona confirmava que no sabia on era, que feia uns dies que no havia aparegut per casa. Mentrestant la Sarah amagava al seu germà petit, Michel, el qual la policia no havia vist. Sense pensar-ho dues vegades el va amagar en un armari secret, li va posar una mica d'aigua i molt poc menjar pensant que en unes hores ja tornaria i el podria treure d'allà. Va tancar l'armari amb clau i se la va guardar. La policia es va emportar a la Sarah i a la mare. En sortir de casa la mare estava molt espantada i va cridar el nom del seu marit, va ser quan aquest va sortir d'on estava amagat i el van arrestar juntament amb elles dues. El petit Michel es va quedar a l'armari. La gent del voltant mirava des de les finestres, uns estaven a favor del que feien, altes estaven indignats, altres espantats... El que costava més de creure era que aquests policies eren policies francesos, però la veritat és que aquests simplement rebien ordres dels alemanys i les complien.
Evidentment, la família Starzynski va ser traslladada a un camp (Vélodrome d'Hiver) amb altres famílies de jueus on van viure inhumanament durant diverses setmanes. La gent s'anava morint a poc a poc per fam, falta d'hidratació, infeccions, malalties i etc. La Sarah estava traumatitzada però la preocupava més el seu germà petit, no parava de pensar en ell i en voler fugir d'allà per treure'l de l'armari.
La Sarah estava molt confusa, no entenia res; ni el perquè estaven allà, ni el perquè havien de portar l'estrella de David, si eren dolents, ni el perquè els tractaven d'aquella manera. Tampoc no tenia ningú qui li volia respondre totes aquelles preguntes, els seus pares estaven molt afectats i no volien contestar a la Sarah. Sabien el que estava passant i el que els esperava.
Tot anava empitjorant, fins aleshores podien estar homes, dones i nens junts però al cap d'uns dies van ser separats brutalment. Va anar molt de pressa, no es van poder acomiadar i la Sarah ja no els va tornar a veure mai més. Es va quedar sola al camp, sense ningú que coneixes amb molts més nens que passaven per la mateixa situació que ella. Al cap d'uns dies va fer una amiga, la Rachel. Les dues no aguantaven més i volien sortir d'allà. Van imaginar-se una estratègia per poder anar-se'n, era complicat, ja que sempre hi havia vigilants però no van perdre l'esperança. Van buscar un forat de la reixa per poder colar-se per sota i així ho van per, però les va veure un vigilant i els va impedir la sortida. La Sarah va reconèixer aquell vigilant, perquè ja que era un policia de París que l'ajudava a travessar el carrer cada dia. Li va suplicar que les deixes anar, que si no moririen, que no podien més. El guàrdia s'ho va pensar una estona, però aquest també va reconèixer a la Sarah i les va deixar anar, va aixecar la reixa perquè poguessin escapar, els va donar diners i els va dir que es traguessin l'estrella de David que portaven cosida a la roba. Així ho van fer.
Van arribar a una granja on una parella d'avis les van acollir, però van tenir un altre problema, la Rachel s'havia posat malalta. Al principi van intentar curar-la, però cada vegadada anava empitjorant i el metge al qual era de confiança i volien que vingués no hi era. Si no trucaven a un altre la nena moriria, i és el que van fer. L'endemà que vingués el metge va venir la policia. La Sarah estava amagada sota una pila de patates i no la van veure. Encanvi, a la Rachel se la van emportar.
La Sarah volia tornar a casa, el seu germà seguia allà tancat i només ella tenia la clau per obrir l'armari. Ella va insistir per poder anar-hi i els va explicar la història, la parella de grangers ja van deduir que el seu germà estava mort, però igualment van decidir anar a París. Van agafar el tren i es van trobar a molts policies, aquests es van pensar que la Sarah era el net dels dos avis que l'havien acollit. Estava una mica confusa, ja que sempre li havien dit que els jueus se'ls reconeix a simple vista, però a ella li havien dit que era molt guapo, fins i tot s'havien equivocat de sexe.
Finalment van aconseguir arribar a casa de la Sarah, va picar la porta i va obrir un nen a qui la Sarah desconeixia. Ella no li va donar importància i el va emputjar perquè així pogués entrar. Va treure la clau de la seva butxaca i va obrir l'armari. Efectivament es va trobar el que no volia ni pensar ni creure, un cadàver podrit. La Sarah no parava de plorar i cridar. Els nous habitants de la casa no en sabien res, pensaven que la pudor venia d'un altre lloc. Es van sentir molt culpables, el pare va aportar diners a la parella d'avis perquè poguessin mantenir a la Sarah el millor que poguessin. Ella no en va saber mai res, es va quedar vivint amb els grangers fins que es va fer gran. Va marxar als Estats Units. Allà va construir la seva família, va tenir fills i es va casar, però mai va tornar a ser feliç. Tot el que havia viscut no ho va poder superar mai, és per això que es va acabar suïcidant.
Paral·lelament el 2002 una periodista anomenada Júlia la qual està casada amb Bertrand Tézac i té una filla que es diu Zoë es vol mudar a l'apartament de l'àvia del seu marit, la Mamé. A la Júlia li encarreguen un nou reportatge, la batuda del Velòdrom d'Hivern. L'atrau molt el fet de fer aquest reportatge, ja que ella és Americana i no coneix absolutament res sobre el que va passar a França.
Durant la investigació ella i el fotògraf que l'acompanyava van trobar una dona que era testimoni del qual havia passat, és a dir, va veure tot el que passava mentre ella observava per la finestra. Veia que cada vegada s'emportaven als jueus, que la gent estava molt espantada i que els pisos s'anaven buidant però hi anava a viure altra gent. La Júlia va començar a connectar els seus coneixements i va anar a fer una visita a la Mamé. Un cop va anar cap allà va veure que el pis on vivia, o sigui el futur pis que tindria ella juntament amb el seu marit i la seva filla, estava en una zona on acostumaven a viure els jueus. Li va preguntar a la Mamé com l'havien aconseguit però la resposta que li va donar no li va servir de res, no ho sabia.
Un parell de dies després va rebre una trucada d'un familiar seu. Era el seu sogre, l'Edouard qui li va demanar amb un to seriós i una mica enfadat que no tornes a parlar ni
a preguntar res sobre l'apartament a la Mamé. La Júlia va fer el que li va demanar, però això no li va treure la curiositat i no l'impedia seguir investigant més sobre aquest cas.
De mica en mica el reportatge de la Júlia va avançant i ella cada vegada descobreix més coses que l'inciten a investigar encara més sobre el que va passar i sobre totes aquelles famílies jueves.
A part del reportatge, té problemes en la seva vida, doncs durant uns mesos no té menstruació. Al principi no creu que estigui embarassada, ja que li havia costat molt quedar-se en estat i abans de criar a la Zoë va patir diversos avortaments. Això no obstant, per assegurar-se es fa unes proves. Aquestes surten positives. Va estar un temps ocultant aquest fet, ja que no volia donar la notícia abans d'hora i fer-se gaires il·lusions. Al cap d'un temps va quedar en un restaurant amb el seu marit per explicar-li, ja que era un tema dels dos i ell havia de saber-ho. Per la Julia era molt important, ella volia tenir el fill i creia que el seu marit estaria igual de contenta quan ho sabés. Per desgràcia va passar al contrari, li va dir que era massa tard per tenir el segon fill, ja que no es veia capaç de poder criar-lo amb cinquanta anys.
Mentrecontinuava el seu reportatge pensava en el bebè que s'estaria formant dintre seu, li feia molta ràbia que el seu marit el rebutgés, ella el volia tenir. Decideix explicar-li la situació per la qual està passant a la seva germana qui li recorda que el seu fill no és només del seu marit, que també és seu i que havia de decidir al respecte. Després, al vespre quan arriba el seu marit a casa, li comenta que ella vol tenir el bebè, que no pararà fins a aconseguir-lo, ho tenia clar i ho volia tirar endavant. Ell, no li va donar molta importància el que va dir ni el que sentia la seva dona i li va dir clarament que havia d'escollir entre el bebè i ell, és a dir, si tenia el bebè es divorciarien i si avortava tot seguiria igual, sense complicacions.
No parava de donar-li voltes sobre el que li havia dit el seu marit i en el que ella realment volia fer. Tot i així, gràcies a la seva investigació i a les ganes de descobrir més coses l'anaven distraient. Ella i el seu company qui l'acompanyava per fer les fotos troben cada vegada més testimonis que saben el que va passar i que els expliquen tot el que saben i tot el que van veure. Van descobrir on estava construït el camp que va concentrar a tots aquells jueus i van visitar el cementeri. A més a més ara vol investigar sobre l'apartament en què ella i la seva família anirien a veure. Va cercar per Internet i el primer que va trobar va ser el nom i una foto de la Sarah Starzyinski. En aquella foto tenia 10 anys, just un any menys que la seva filla. Va empatitzar amb aquesta nena, ja que li recordava i la comparava amb la Zoë. Tot li semblava molt estrany, ja que la seva família política no li volia explicar res sobre el tema de l'apartament i va començar a veure que realment el que passava era que ocultaven alguna cosa, alguna cosa que no volien explicar i que no volien que ho sabéssin més consciències. Tot semblava molt estrany. No es va poder resistir i li va preguntar al Edouard, qui segur que sabia el que va passar. Aquest li va explicar, ja que sabia que igualment ho acabaria descobrint. Li va dir que aquell apartament era d'una família jueva que se'n va anar perquè la policia francesa els va arrestar i també que un dia va picar a la porta una nena i que va entrar corrents dins de casa per obrir un armari que desconeixien la seva existència. Allà dintre es van trobar un cadàver d'un nen petit. És una història molt dràstica i per això mai li van explicar a la Mamé, era un secret que es van guardar i que no volien tornar a recordar.
Ara la Júlia ho podia entendre una mica tot amb més claredat i va pensar a seguir investigant sobre aquesta nena, la Sarah. Va descobrir que la van arrestar als camps de concentració i molta informació més. També a veure que en les llistes de jueus arrestats
estava inscrita, però en la llista de jueus morts no. Aleshores això volia dir que la Sarah va aconseguir escapar i que possiblement ara mateix seguís viva. Va trobar diversos documents de la família d'avís que la va acollir i cartes que la nena els enviava des de Estats Units. Va ser en aquell moment quan va decidir anar cap allà, ja que si seguia viva hauria de viure en aquell país.
Per la Júlia va ser molt complicat seguir el rastre de la Sarah però va trobar a una coneguda d'aquesta que li va donar la mala notícia que la Sarah havia mort fa un temps enrere. Això va ser una gran decepció, ja que volia trobar-la, volia conèixer més coses sobre ella. Tot i així, aquella dona li va donar l'adreça d'on vivia el seu fill, en William. Per sort va poder connectar amb ell i li va explicar la història de la seva mare. Al principi no s'ho creia, ja que la seva mare mai li havia explicat ni li havia insinuat res sobre aquest tema. La Júlia tenia moltes proves i és per això que se la va creure. En William estava molt trist al respecte, no s'ho podia creure.
Uns dies més tard la Júlia va tornar a França i va decidir que no avortaria, que ella volia tenir el fill si o si i que ningú li podria treure del seu ventre. Tal com va dir el seu marit, això va provocar el divorci del seu matrimoni. Tot i així no li va frenar la decisió de tirar endavant el seu embaràs.
Uns anys més tard, la Júlia, la Zoë i la seva segona filla se'n van a viure als Estats Units. Allà sembla que tot torna a la normalitat. La Júlia pensa cada dia en el William i en com li ha degut canviar la vida el seu reportatge, hi havien moltes vegades que tenia ganes de trucar-lo, simplement per saber com estava, però no ho va fer. Finalment, encara que la Júlia no s'ho esperés, va rebre una trucada del William. Un temps després es van trobar i va ser el moment en què li va presentar a la Zoë i a la Sarah, la seva segona filla. El va sorprendre molt el nom que havia triat, però tot i així li va trobar un cert efecte.

## Personatges importants

### Júlia
Periodista. Investiga sobre la Batuda del Velòdrom d'Hivern. Descobreix el passat d'una nena jueva anomenada Sarah i la relació que hi te vers aquesta. Va estar casada amb Bertrand Tèzac amb qui després es va divorciar per tenir un segon fill.

### Sarah Starzynski
Nena jueva qui va ser arrestada per la policia francesa. Va ser integrada al camp, però va poder escapar juntament amb una amiga que va conèixer allà. Va tancar el seu germà en un armari perquè no l'arrestessin i ella es va quedar amb la clau. Va anar a viure als Estats Units on va refer la seva vida. Mai va poder superar el que va passar i es va acabar suïcidant.

### Mamé Tèzac
Mare d'en Bertrand i dona de l'Edouard. Viu en l'antic apartament on habitava la Sarah i la seva família. Mai va saber cap informació de la família on antigament vivia en el seu habitatge ni tampoc el que va passar dintre d'aquest. Va morir a causa de la falta del funcionament del rec sangini celebral.

### Michel Starzynski
Germà petit de la Sarah. Va morir dins de l'armari on la seva germana el va tancar perquè la policia francesa no el trobes.

### Rachel
Amiga de Sarah. Es van conèixer al Vel d'Hiv i van poder escapar juntes. Es va posar malalta i temps després va ser descoberta pels nazis. Aquests la van venir a buscar per tornar-la a portar al camp on allà finalment moriria.

### William
Fill de la Sarah qui no sabia res sobre el passat de la seva mare. Va poder contactar amb la Júlia perquè aquesta el va trobar. Va ser gràcies a ella que es va poder enterra de qui era la seva mare i tot els fets que li van passar.

### Edouard Tèzac
Pare de Bertrand Tèzac i vidu de la Mamé Tèzac. Vivia en l'antic apartament on habitava la Sarah i la seva família. Ell va estar present quan la Sarah va entrar dintre de casa seva i va obrir l'armari on hi havia el cadàver del Michel.

### Bertrand Tèzac
Exmarit de la Júlia. Fill de Mamé i Edouard Tèzac

## Crítica
Quan s'analitza el llibre i es fa una crítica d'aquest, el resultat no surt molt a favor. Això passa ja que es tracta d'un tema que ha estat exposat més vegades al públic i que altres obres tenen més rellevància i un trama amb més vigor.
És una història que aconsegueix que el lector s'emocioni, ja que ens ho presenta d'una forma molt dramàtica i crea una sensació d'injustícia i tristesa per tots els fets que passen sobre l'holocaust. Això no obstant, no arriba a l'altura de moltes altres novel·les que s'han escrit sobre el tema.
El recurs de fer conviure dues èpoques en paral·lel, en aquest cas té una justificació profunda, ja que redueix a la mala consciència dels fets passats. La gent no sap que a part dels alemanys, altres països van participar en l'holocaust. Els francesos creuen en haver passat per sobre durant molt temps dels anys més foscos i qüestionables de la seva història. Així, els salts al present de l'inici de la novel·la no presenten cap molèstia, ja que en ells la periodista treu el fet que França oculti amb tanta habilitat les seves relacions durant la II Guerra Mundial i qüestiona, amb les seves preguntes als veïns del velòdrom i la seva conversa amb els seus companys, el que qualsevol hauria fet d'haver-se trobat en aquell lloc i en aquell moment.
De les dues històries paral·leles que hi ha la que té més força és la del present, però la que es vol remarcar més, ja que és la més emotiva és la del passat. No hi ha massa relació entre la Júlia i la Sarah i suposa un fil massa escàs per obsessionar-se amb el tema. L'autora simplement va voler relacionar i obsessionar la manera de buscar respostes de la Júlia perquè el lector s'interessi més per la història.
En conclusió, és molt el que la novel·la sembla que vulgui aportar durant els dos primers instants de lectura. Però tot es torna en decepcions a mesura que es va avançant sobre aquesta i a mesura que el drama va disminuint, a més de traslladar-se des d'un intens episodi del passat a una quotidiana situació actual en la qual no s'han entès les motivacions de la protagonista fins al punt que costa trobar la situació i empatitzar amb ella sobre aquest tema per saber si aconseguirà o no els seus propòsits.

## Adaptació cinematogràfica
La rellevància del llibre sobre el públic va ser bastant elevada i això va provocar la inversió de fer una adaptació cinematogràfica sobre aquesta.
El director que la va dirigir va ser Gilles Paquet-Brenner al 2010 amb el títol original de la novel·la; Elle s'appelait Sarah.